# Бухгалтер
Бухга́лтер (нім. Buchhalter, Buch — книга, Halter — тримач) — керівник операційних робітників, контролер законності й правильності здійснення операцій у банку, організатор технології цих операцій у відділенні банку, на підприємствах та в організаціях, які обслуговує цей банк.
Технічною роботою бухгалтер не займається, а виконує, як правило, лише контрольні функції, тобто перевіряє й підписує документи з деяких операцій, де помилки можуть спричинити втрату коштів і цінностей, або де потрібний контроль за збереженням фінансової дисципліни.
Бухгалтер — кваліфікований фахівець спеціальної сфери знань, як правило, друга особа на підприємстві, відповідальна за організацію документообігу, ведення та контролю обліку господарської діяльності, складання та подання звітності (БО-19-1, 2020рік).

## Історія професії
Професія бухгалтера доволі старовинна. Уже в Стародавній Індії існували бухгалтери з обліку ведення сільськогосподарського виробництва. Перші друкарські книги з'явилися в XIV—XV століттях, серед них «Трактат про рахунки й записи» італійського математика Луки Пачолі — перша книга з бухгалтерського обліку.
У перекладі з німецької слово «бухгалтер» означає «книгодержатель», оскільки раніше надходження й витрати товарно-матеріальних цінностей і грошових коштів записували в спеціальну книгу.
Раніше професію бухгалтера розглядали винятково як робітника апарату, функцією якого є надання інформації без залучення до прийняття управлінських рішень. Проте, коли бізнес почав орієнтуватися на ринок, сфера відповідальності зросла, а бухгалтерський облік одержав визнання в рамках функціональної системи.
В Україні День бухгалтера святкується 16 липня. Дату свята було обрано у зв'язку з тим, що 16 липня 1999 року було прийнято Закон України № 996-XIV «Про бухгалтерський облік і фінансову звітність в Україні».

## Стан професії в Україні
В Україні професія бухгалтера знаходиться в глибокій кризі через високий рівень тіньової економіки та тенденцію дроблення великих підприємств на ФОПи. Часто в малому те середньому бізнесах бухгалтерів змушують поєднувати свої посади з іншими, такими як менеджер з реалізації, секретар тощо, що впливає на якість роботи.